# Manilkara
Manilkara ist eine Pflanzengattung in der Familie der Sapotengewächse (Sapotaceae). Sie ist in den Tropen weit verbreitet. Von einigen Arten wird das Holz, der Milchsaft und/oder die Früchte als Obst genutzt. Einige Arten wie beispielsweise Manilkara gonavensis in Haiti und Manilkara spectabilis in Costa Rica sind vom Aussterben gefährdet, auch andere Arten sind bedroht und stehen auf der Roten Liste der gefährdeten Arten der IUCN.

## Beschreibung

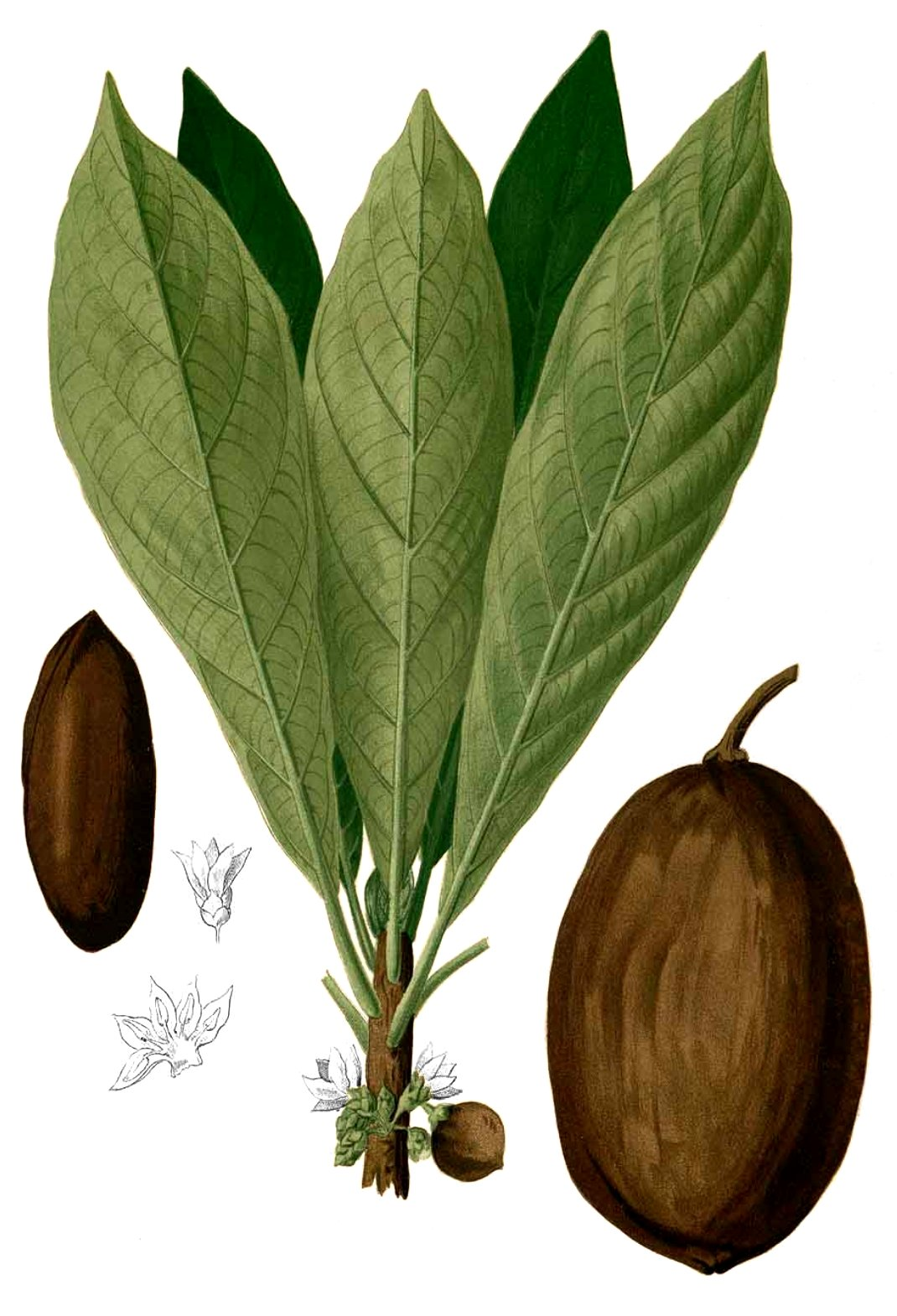
Illustration des Breiapfelbaumes (Manilkara zapota)

### Vegetative Merkmale
Manilkara-Arten wachsen als Bäume und Sträucher. Sie enthalten Milchsaft. Die Rinde ist wollig behaart oder kahl.
Die wechselständig oft in rosettenartigen Büscheln an den Enden der Zweige stehenden Laubblätter sind in Blattstiel und Blattspreite gegliedert. Die ledrigen Blattspreiten sind einfach mit gerundeter bis keilförmiger Basis und stumpfem bis zugespitztem oberen Ende. Die Blattflächen sind behaart oder kahl. Es sind meist zahlreiche parallele, wenig auffällige Seitennerven vorhanden. Es sind entweder keine Nebenblätter vorhanden oder sie fallen früh ab.

### Generative Merkmale
Die langgestielten Blüten sitzen in Faszikeln oder seltener einzeln in Blattachseln oder an kahlen Knoten. Die meist zwittrigen Blüten sind radiärsymmetrisch und meist dreizählig. Es sind zwei ungleiche Kreise je meist drei, seltener zwei (nur bei einer Art) oder vier Kelchblättern vorhanden; sie sind außen oft dicht behaart. Die meist sechs Kronblätter sind an ihrer Basis röhrig verwachsen und jedes Kronblatt endet scheinbar tief dreilappig besitzt aber zwei Anhängsel. Die sechs fertilen Staubblätter sind relativ kurz und setzen am oberen Ende der Kronröhre an. Die Staubbeutel sind mit einer Länge von etwa 1,5 mm relativ kurz. Die fertilen Staubblätter wechseln sich mit den sechs kahlen, kronblattähnlichen, aufrechten oder eingekrümmten Staminodien oder seltener weiteren fertilen Staubblättern ab. Sechs bis 14 Fruchtblätter sind zu einem kahlen oder häufig flaumig behaarten, oberständigen, sechs- bis 14-kammerigen Fruchtknoten verwachsen.
Die kahlen, ellipsoiden bis mehr oder weniger kugeligen, fleischigen Beeren enthalten ein oder mehrere (bis zu zehn) Samen. Die seitlich abgeflachten (braunen) Samen enthalten reichlich Endosperm. Das Hilum ist lineal.

## Verbreitung
Die Gattung Manilkara ist in den Tropen weitverbreitet. Sie kommen von Florida über Mexiko, über Zentralamerika und die Karibischen Inseln bis Südamerika, sowie in Asien, Afrika und Madagaskar, sowie auf Pazifischen Inseln vor. Etwa 15 Arten kommen in Afrika vor. In Nordamerika kommen nur zwei Arten, beide nur in Florida vor.

## Systematik
Die Gattung Manilkara wurde 1763 durch Michel Adanson in Familles des Plantes (Adanson), 2, S. 166, 574 aufgestellt. Typusart ist Manilkara kauki (L.) Dubard. Synonyme für Manilkara Adans. sind: Achras L., Chiclea Lundell, Eichleria Hartog, Mahea Pierre, Manilkariopsis (Gilly) Lundell, Mopania Lundell, Murianthe (Baill.) Aubrév., Muriea Hartog, Murieanthe (Baill.) Aubrév., Nispero Aubrév., Northiopsis Kaneh., Sapota Mill., Shaferodendron Gilly, Stisseria Scop., Synarrhena Fisch. & C.A.Mey. Die Gattung Manilkara gehört zur Tribus Sapoteae in der Unterfamilie Sapotoideae innerhalb der Familie Sapotaceae.

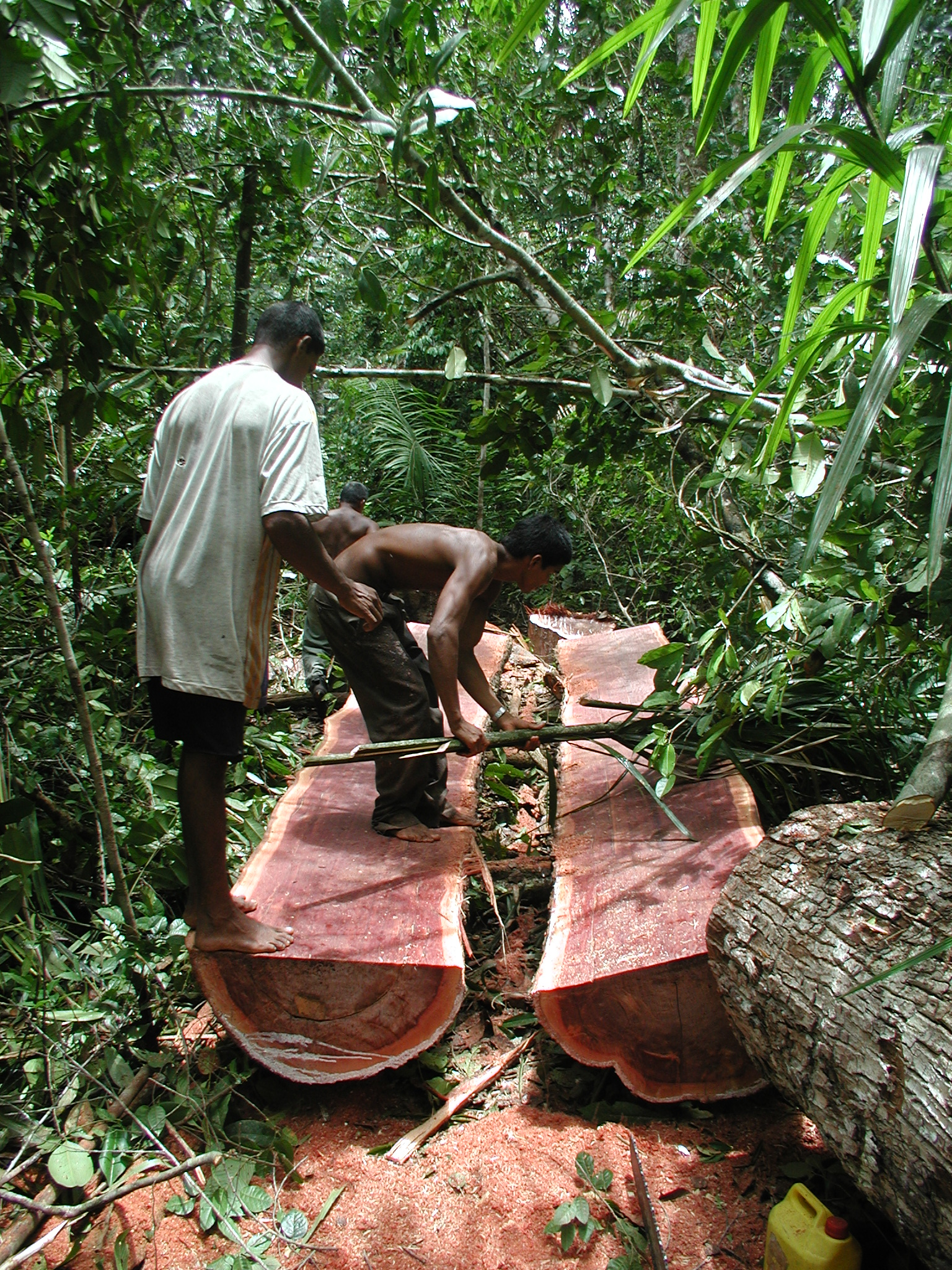
Balatabaum (Manilkara bidentata), gefällt

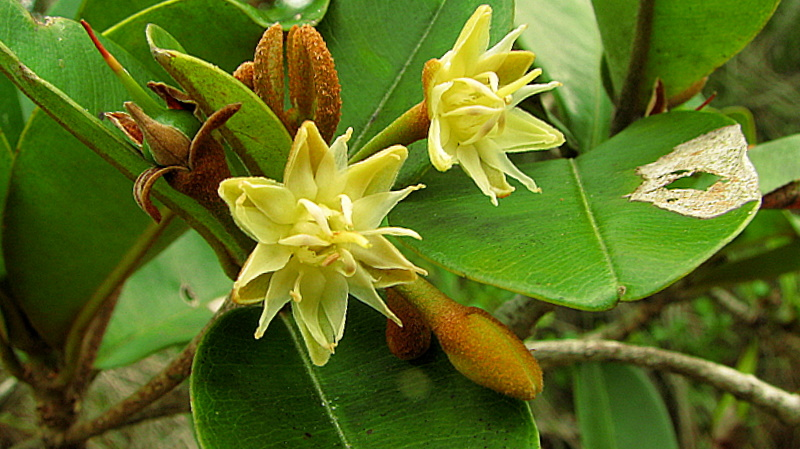
Manilkara dardanoi, blühend

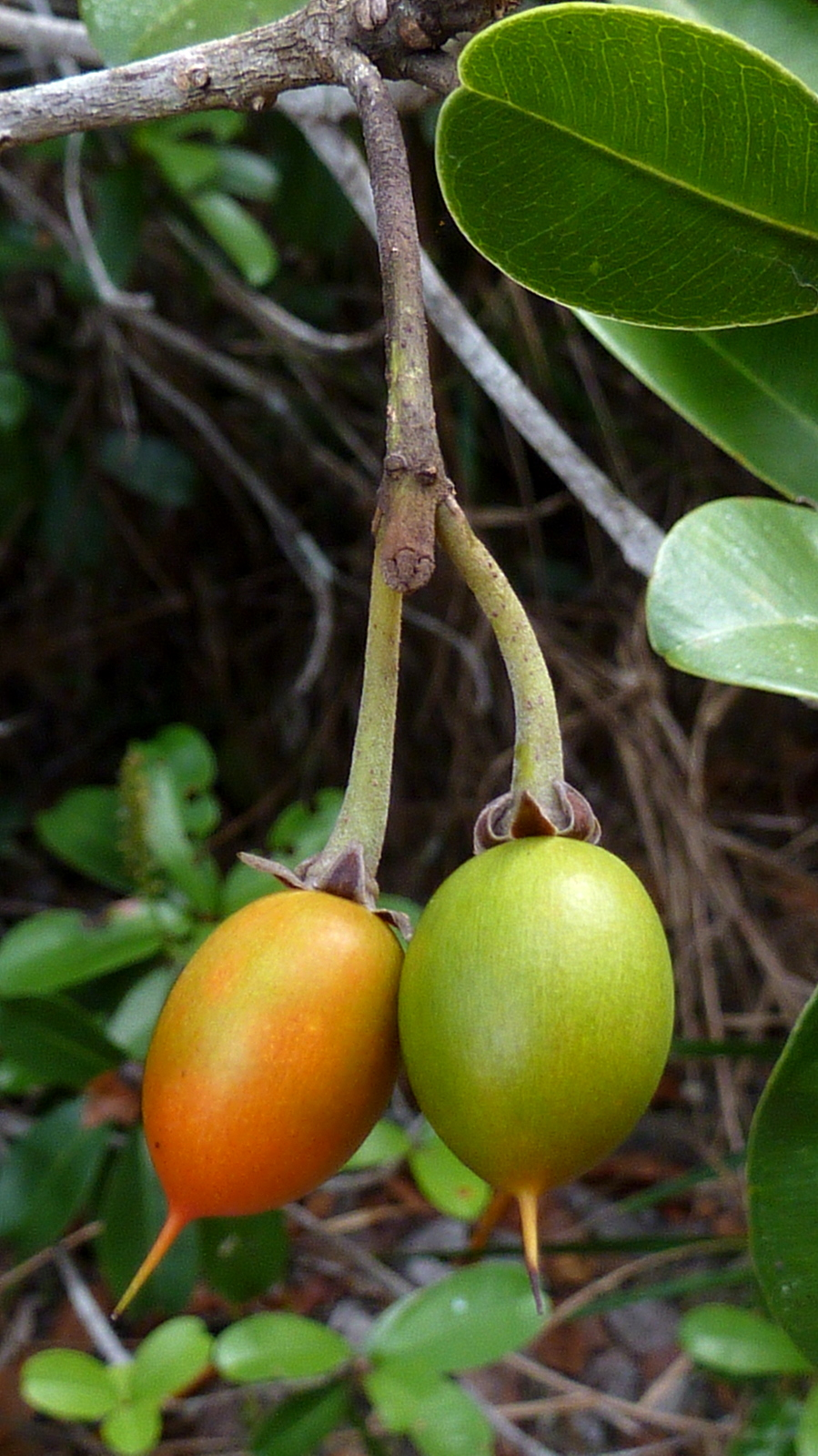
Manilkara dardanoi, fruchtend

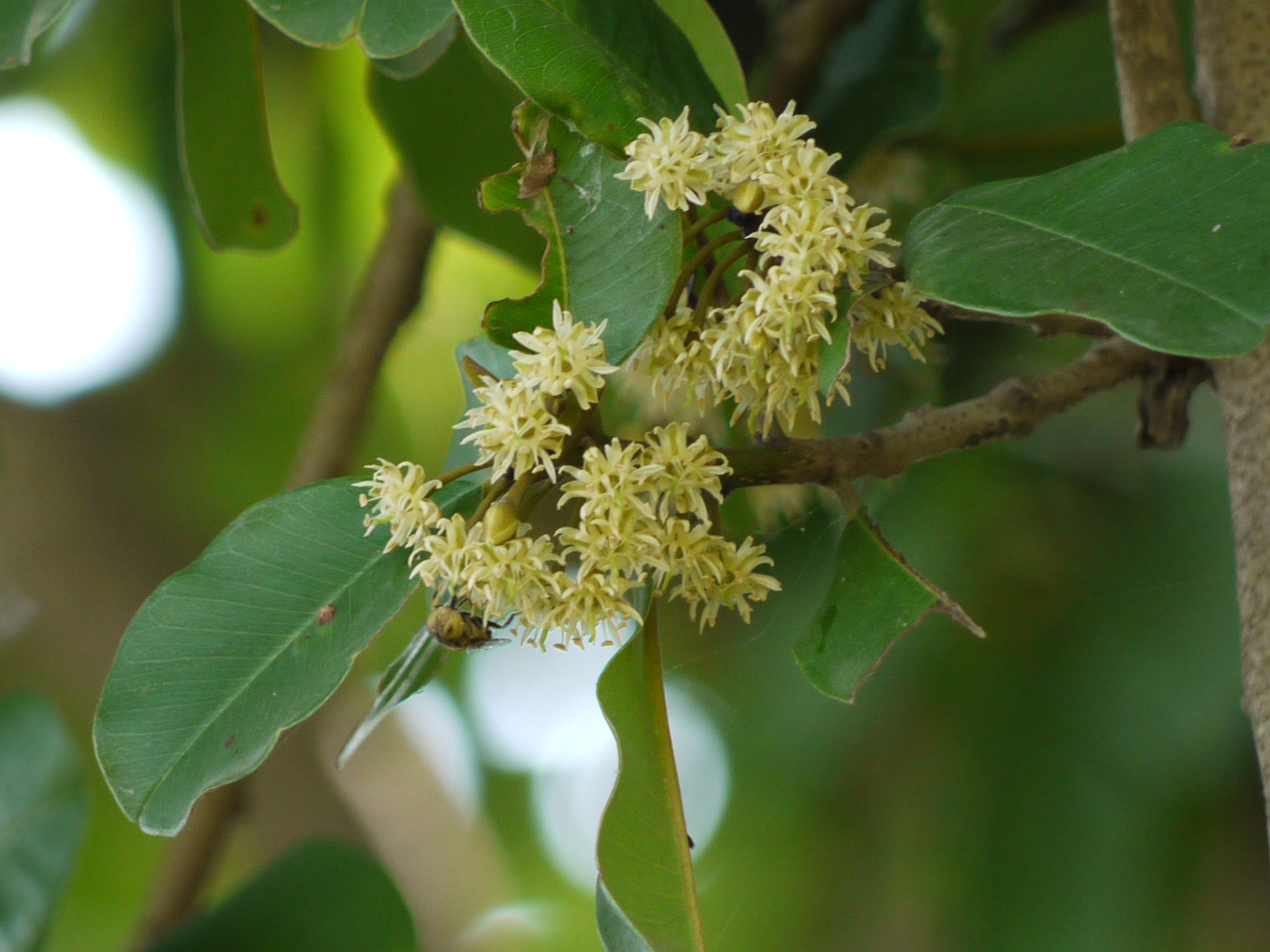
Manilkara hexandra

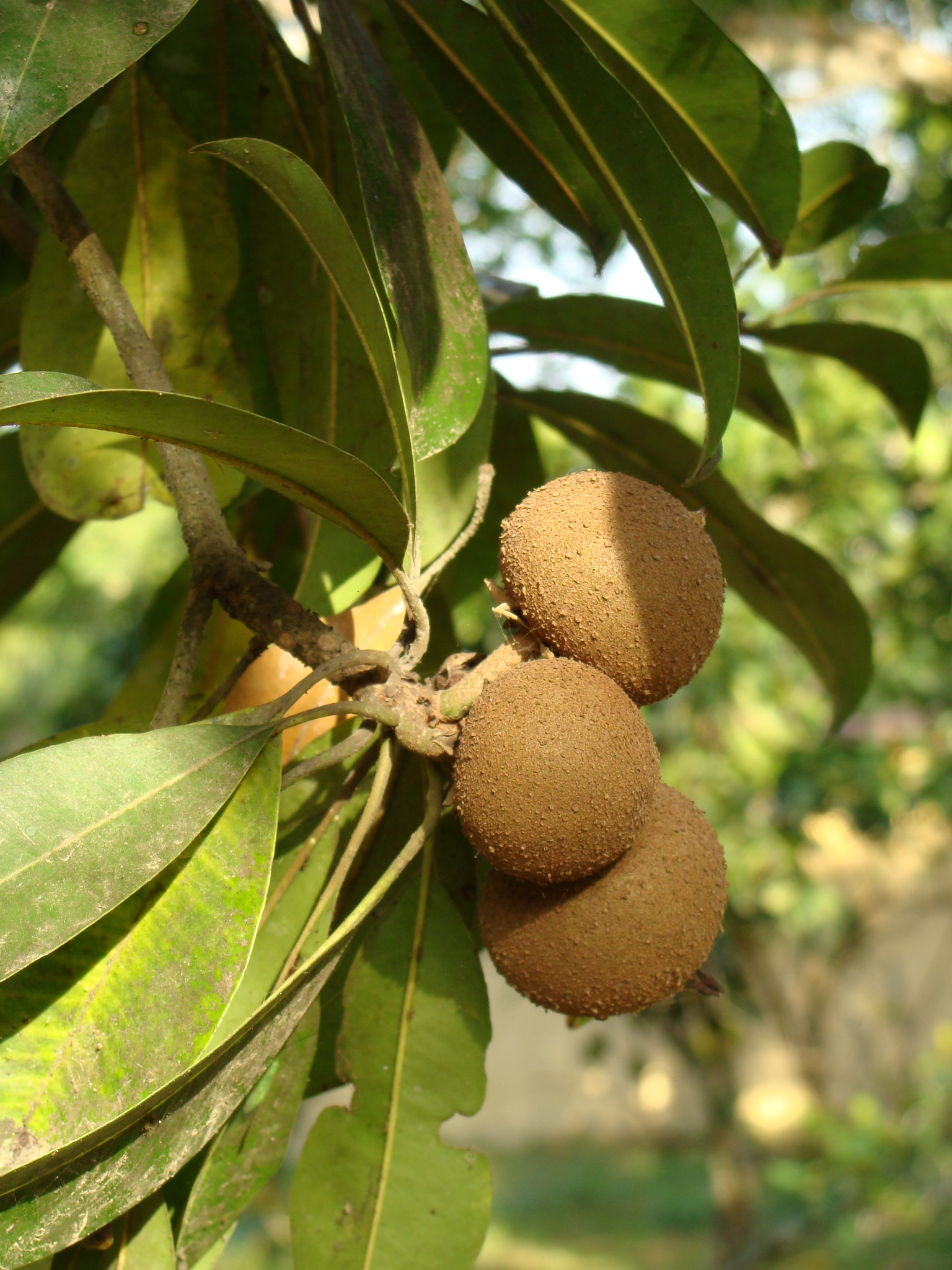
Manilkara huberi, Früchte

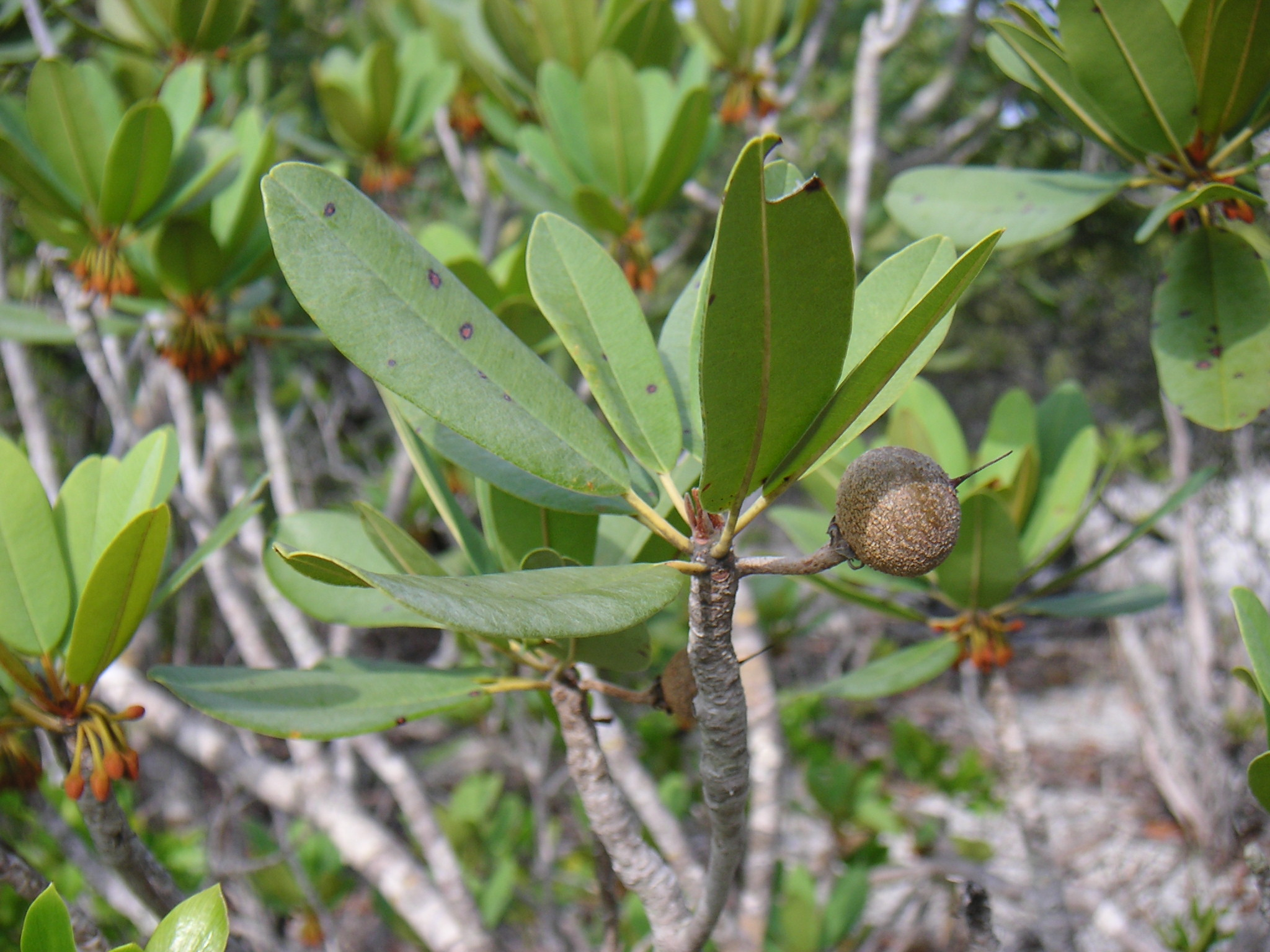
An den Zweigenden konzentrierte Laubblätter und Frucht von Manilkara jaimiqui am Naturstandort

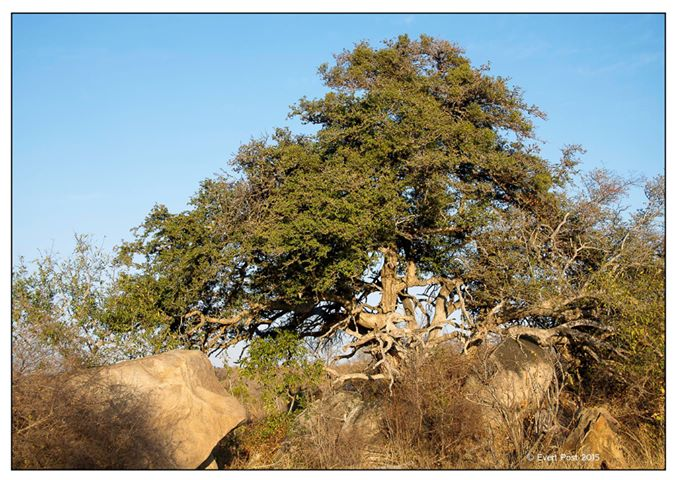
Manilkara mochisia

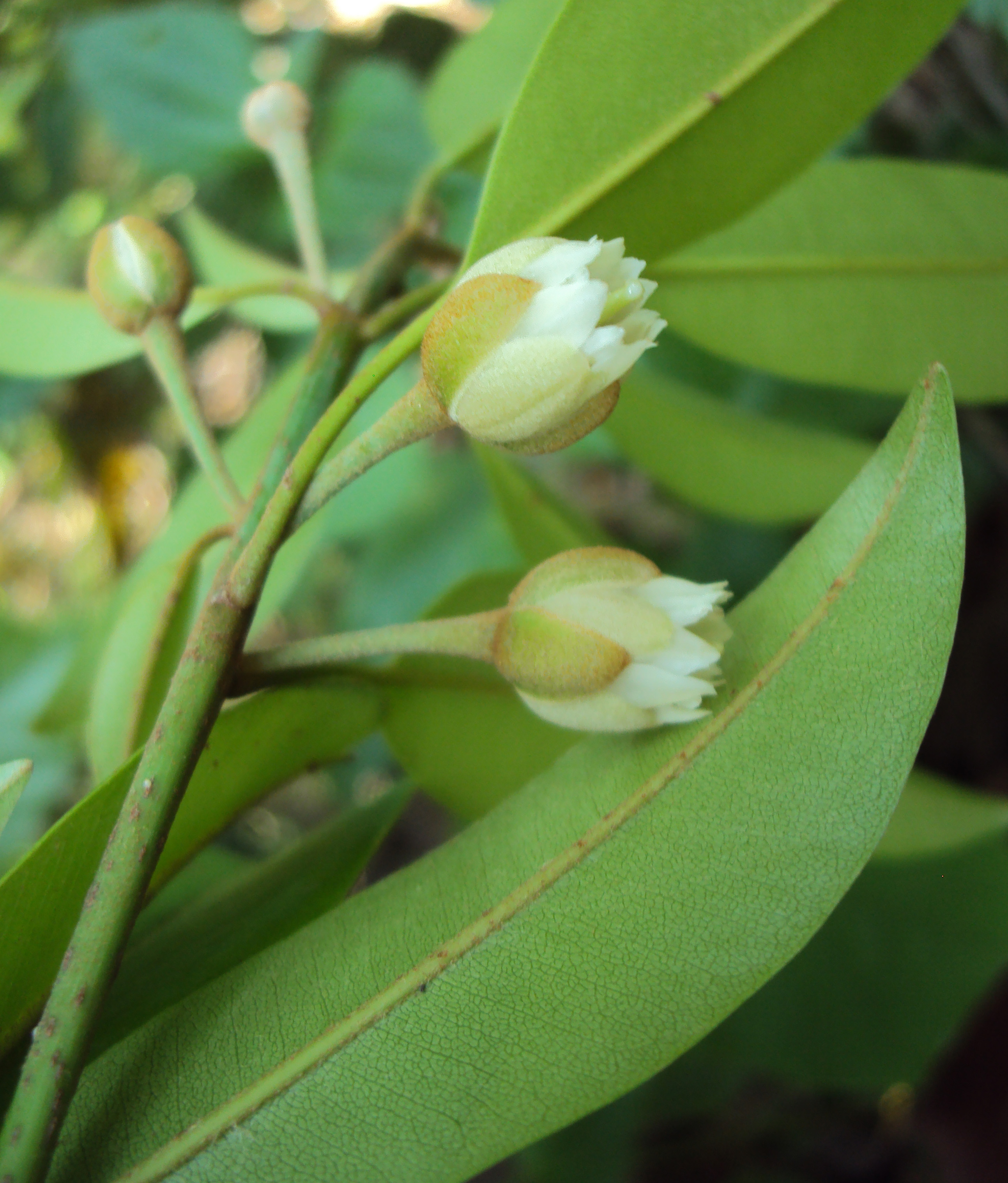
Breiapfelbaum (Manilkara zapota)

Die Gattung Manilkara umfasst (je nach Autor etwa 50 bis) etwa 80 Arten:
- Manilkara adolfi-friederici (Engl. & K.Krause) H.J.Lam: Sie kommt in Zaire vor.[5]
- Manilkara bequaertii (De Wild.) H.J.Lam: Sie kommt in Zaire vor.[5]
- Balatabaum (Manilkara bidentata (A.DC.) A.Chev.): Er kommt in zwei Unterarten von Panama und den Inseln der Karibik bis ins tropische Südamerika vor.[5]
- Manilkara boivinii Aubrév.: Sie kommt im nördlichen und östlichen Madagaskar vor.[5]
- Manilkara bolivarensis T.D.Penn.: Sie kommt in Venezuela vor.[5]
- Manilkara butugi Chiov.: Sie kommt von Äthiopien bis Tansania vor.[5]
- Manilkara capuronii Aubrév.: Sie kommt im nordwestlichen Madagaskar vor.[5]
- Manilkara casteelsii (De Wild.) H.J.Lam: Sie kommt in Zaire vor.[5]
- Manilkara cavalcantei Pires & Rodr. ex T.D.Penn.: Sie kommt in Brasilien vor.[5]
- Manilkara celebica H.J.Lam: Sie kommt auf Sulawesi vor.[5]
- Manilkara chicle (Pittier) Gilly: Sie kommt von Mexiko bis Kolumbien vor.[5]
- Manilkara concolor (Harv.) Gerstner: Sie kommt von Mosambik bis Südafrika vor.[5]
- Manilkara dardanoi Ducke: Sie kommt in Brasilien vor.[5]
- Manilkara dawei (Stapf) Chiov.: Sie kommt vom Kongo bis ins nordwestliche Tansania vor.[5]
- Manilkara decrescens T.D.Penn.: Sie kommt in Brasilien vor.[5]
- Manilkara discolor (Sond.) J.H.Hemsl.: Sie kommt von Kenia bis ins südliche Afrika vor.[5]
- Manilkara dissecta (L.f.) Dubard: Sie kommt auf Inseln im südwestlichen Pazifik vor.[5]
- Manilkara doeringii (Engl. & K.Krause) H.J.Lam: Sie kommt in Togo vor.[5]
- Manilkara dukensis (Engl. & K.Krause) H.J.Lam: Sie kommt in Kamerun vor.[5]
- Manilkara elata (Allemão ex Miq.) Monach.: Sie kommt in Brasilien vor.[5]
- Manilkara excelsa (Ducke) Standl.: Sie kommt in Brasilien vor.[5]
- Manilkara excisa (Urb.) H.J.Lam: Sie ist eine Endemit des tropischen Karstes, der Cockpit-Karst genannt wird, auf Jamaika. Sie wurde 1998 bei der IUCN als „Endangered“ = „stark gefährdet“ eingestuft.[6]
- Manilkara fasciculata (Warb.) H.J.Lam & Maas Geest.: Sie kommt vom östlichen Borneo bis ins nördliche Neuguinea vor.[5]
- Manilkara fischeri (Engl.) H.J.Lam: Sie kommt in Tansania vor.[5]
- Manilkara fouilloyana Aubrév. & Pellegr.: Sie kommt vom tropischen Westafrika bis ins tropische Zentralafrika vor.[5]
- Manilkara frondosa (Hiern) H.J.Lam: Sie kommt in Angola vor.[5]
- Manilkara gonavensis (Urb. & Ekman) Gilly ex Cronquist: Über diese Art ist wenig bekannt. Sie wurde auf Haiti gefunden. Sie wurde 1998 bei der IUCN als „Critically Endangered“ = „vom Aussterben bedroht“ eingestuft.[7]
- Manilkara hexandra (Roxb.) Dubard: Sie ist in China, Vietnam, Kambodscha, Thailand, Nepal, Indien und Sri Lanka beheimatet. Sie wird in manchen Ländern kultiviert.
- Manilkara hoshinoi (Kaneh.) P.Royen: Sie kommt auf den Karolinen vor.[5]
- Manilkara huberi (Ducke) Standl.: Sie kommt vom nördlichen Südamerika bis Brasilien vor.[5]
- Manilkara ilendensis (Engl.) H.J.Lam: Sie kommt in Kamerun vor.[5]
- Manilkara inundata (Ducke) Ducke: Sie kommt vom westlichen Südamerika bis Brasilien vor.[5]
- Manilkara jaimiqui (C.Wright ex Griseb.) Dubard: Mit vier Unterarten in Florida, auf den Bahamas und auf den Großen Antillen.
- Manilkara kanosiensis H.J.Lam & B.Meeuse (Syn.: Manilkara napali P.Royen): Sie kommt von Maluku bis Neuguinea vor.[5]
- Manilkara kauki (L.) Dubard: Sie kommt von Indochina bis ins nördliche Australien vor.[5]
- Manilkara koechlinii Aubrév. & Pellegr.: Sie kommt in der Republik Kongo vor.[5]
- Manilkara kribensis (Engl.) H.J.Lam: Sie kommt in Kamerun vor.[5]
- Manilkara kurziana H.J.Lam & B.Meeuse: Sie kommt in Myanmar vor.[5]
- Manilkara letestui Aubrév. & Pellegr.: Sie kommt in Gabun vor.[5]
- Manilkara letouzei Aubrév.: Sie kommt vom südlichen Kamerun bis zur Republik Kongo vor.[5]
- Manilkara littoralis (Kurz) Dubard: Sie kommt von den Andamanen, Nikobaren und Bangladesch bis Thailand vor.[5]
- Manilkara longifolia (A.DC.) Dubard: Sie kommt in Brasilien vor.[5]
- Manilkara longistyla (De Wild.) C.M.Evrard: Sie kommt in Zaire vor.[5]
- Manilkara lososiana Kenfack & Ewango: Sie kommt in Kamerun vor.[5]
- Manilkara mabokeensis Aubrév.: Sie kommt im tropischen West- und Zentralafrika vor.[5]
- Manilkara maxima T.D.Penn.: Sie kommt in Brasilien vor.[5]
- Manilkara mayarensis (Ekman ex Urb.) Cronquist: Es ist ein Endemit des östlichen Teils Kubas. Sie wurde 1998 bei der IUCN als „Endangered“ = „stark gefährdet“ eingestuft.[8]
- Manilkara microphylla Aubrév. & Pellegr.: Sie kommt von Gabun bis zur Republik Kongo vor.[5]
- Manilkara mochisia (Baker) Dubard: Sie kommt von Somalia bis ins südliche Afrika vor.[5]
- Manilkara multifida T.D.Penn.: Sie kommt in Brasilien vor.[5]
- Manilkara nicholsonii A.E.van Wyk: Sie kommt in KwaZulu-Natal vor.[5]
- Manilkara obovata (Sabine & G.Don) J.H.Hemsl.: Sie kommt im tropischen Afrika vor.[5]
- Manilkara paraensis (Huber) Standl.: Sie kommt vom nördlichen Südamerika bis Brasilien vor.[5]
- Manilkara pellegriniana Tisser. & Sillans: Sie kommt von Kamerun bis zur Republik Kongo vor.[5]
- Manilkara perrieri Aubrév.: Sie kommt im östlichen Madagaskar vor.[5]
- Manilkara pleeana (Pierre ex Baill.) Cronquist: Sie kommt von Puerto Rico bis zu den Jungferninseln vor.[5]
- Manilkara pobeguinii Pierre ex Dubard: Sie kommt in Guinea vor.[5]
- Manilkara pubicarpa Monach.: Sie kommt in Guayana vor.[5]
- Manilkara roxburghiana (Wight) Dubard: Sie kommt im südlichen Indien vor.[5]
- Manilkara rufula (Miq.) H.J.Lam: Sie kommt im nordöstlichen Brasilien vor.[5]
- Manilkara sahafarensis Aubrév.: Sie kommt im nördlichen Madagaskar vor.[5]
- Manilkara salzmannii (A.DC.) H.J.Lam: Sie kommt in Brasilien vor.[5]
- Manilkara samoensis H.J.Lam & B.Meeuse: Sie kommt in Samoa vor.[5]
- Manilkara sansibarensis (Engl.) Dubard: Sie kommt von Kenia bis Mosambik vor.[5]
- Manilkara seretii (De Wild.) H.J.Lam: Sie kommt in Zaire vor.[5]
- Manilkara sideroxylon (Griseb.) Dubard: Sie kommt im östlichen Kuba und auf Jamaika vor.[5]
- Manilkara smithiana H.J.Lam & Maas Geest.: Sie kommt auf den Fidschi-Inseln vor.[5]
- Manilkara spectabilis (Pittier) Standl. Sie ist nur von einem einzigen Fundort nahe Limón in Costa Rica bekannt. Da dieser Tiefland-Regenwald weitgehend zerstört wurde, wurde sie 1998 bei der IUCN als „Critically Endangered“ = „vom Aussterben bedroht“ eingestuft.[9]
- Manilkara staminodella Gilly: Sie kommt in Mittelamerika vor.[5]
- Manilkara suarezensis Aubrév.: Sie kommt im nördlichen Madagaskar vor.[5]
- Manilkara subsericea (Mart.) Dubard: Sie kommt im südlichen Brasilien vor.[5]
- Manilkara sulcata (Engl.) Dubard: Sie kommt vom südlichen Somalia bis Tansania vor.[5]
- Manilkara sylvestris Aubrév. & Pellegr.: Sie kommt an der Elfenbeinküste vor.[5]
- Manilkara triflora (Allemão) Monach.: Sie kommt in Brasilien vor.[5]
- Manilkara udoido Kaneh.: Sie kommt auf den Karolinen vor.[5]
- Manilkara valenzuelana (A.Rich.) T.D.Penn.: Sie kommt auf Kuba, Hispaniola und vielleicht auch in Costa Rica vor.
- Manilkara vitiensis (H.J.Lam & Olden) B.Meeuse: Sie kommt auf den Fidschi-Inseln vor.[5]
- Breiapfelbaum (Manilkara zapota (L.) P.Royen): Sie ist ursprünglich von Mexiko bis Zentralamerika verbreitet, kommt aber heute auch in Florida und auf Karibischen Inseln vor.
- Manilkara zenkeri Lecomte ex Aubrév. & Pellegr.: Sie kommt von Kamerun bis zur Republik Kongo vor.[5]

## Nutzung
Beispielsweise Manilkara celebica, Manilkara fasciculata, Manilkara hexandra, Manilkara kanosensis liefern Holz, das unter den Namen sawo (ID), sawah (MY), duyok-duyok (PH), sner (PG), khayah rgn (MM) gehandelt wird. Es ist nicht durch CITES-Bestimmungen geschützt. Das dichte und harte Holz wird zu Brückenpfählen, Radspeichen, Pfosten, Bahnschwellen etc. verarbeitet.
Aus dem Milchsaft einiger Manilkara-Arten wird nicht-elastischer Gummi gewonnen. Der Extrakt aus den Samen wurde als Anthelminthikum und Augenheilmittel verwendet.